# Monthly Shōnen Champion
Monthly Shōnen Champion (月刊少年チャンピオン?, Gekkan Shōnen Champion) è una rivista di manga shōnen giapponese, pubblicata dalla casa editrice Akita Shoten a partire da marzo 1970.

## Serie manga pubblicate
- Daijiro Morohoshi
  - Mudmen
- Hideo Azuma
  - Chibi Mama-chan
  - Kakuto Family
  - Yadorigi-kun
- Hideyuki Yonehara
  - Chocolate Blus
- Hiroshi Takahashi
  - Crows
  - Worst
- Keiji Nakazawa
  - Advance! Donganden
  - Genkotsu Iwata
- Kenjiro Kawatsu
  - No Bra
- Kentarō Yano
  - Hunter Killer Mina
  - Masami no Kimochi
- Masaki Satou
  - Bokura Chōjō Club Desu
  - Mirai Ningen Go Go Go
- Miki Tori
  - Tamanegi Parco
  - Tokimeki Brain
- Mitsuteru Yokoyama
  - His Name Is 101
- Morishige
  - Hanaukyo Maid Team
- Nagisa Fujita
  - Do Chokkyuu Kareshi x Kanojo
- Yū Minamoto
  - Samurai Harem: Asu no Yoichi
- Shinigo Honda
  - Hakaiju